# Sonekulla naturreservat
Sonekulla är ett naturreservat i Ronneby kommun i Blekinge län.
Området har varit skyddat sedan 1973 och är 62 hektar stort. Det är beläget söder om Bräkne-Hoby vid Bräkneåns utlopp i havet. Naturreservatet består av hällmarker, vassområden, betade strandängar, skogsområden samt hagmarker. 
Reservatet omfattar även Kalvö. I området växer grova ekar och bokar. Hagmarkerna hålls öppet av betesdjur.
Naturreservatet hette Sonekulla-Biskopsmåla fram till 2015 då det namnändrades.
Naturreservatet ingår i EU:s ekologiska nätverk, Natura 2000.